# Koningsplein

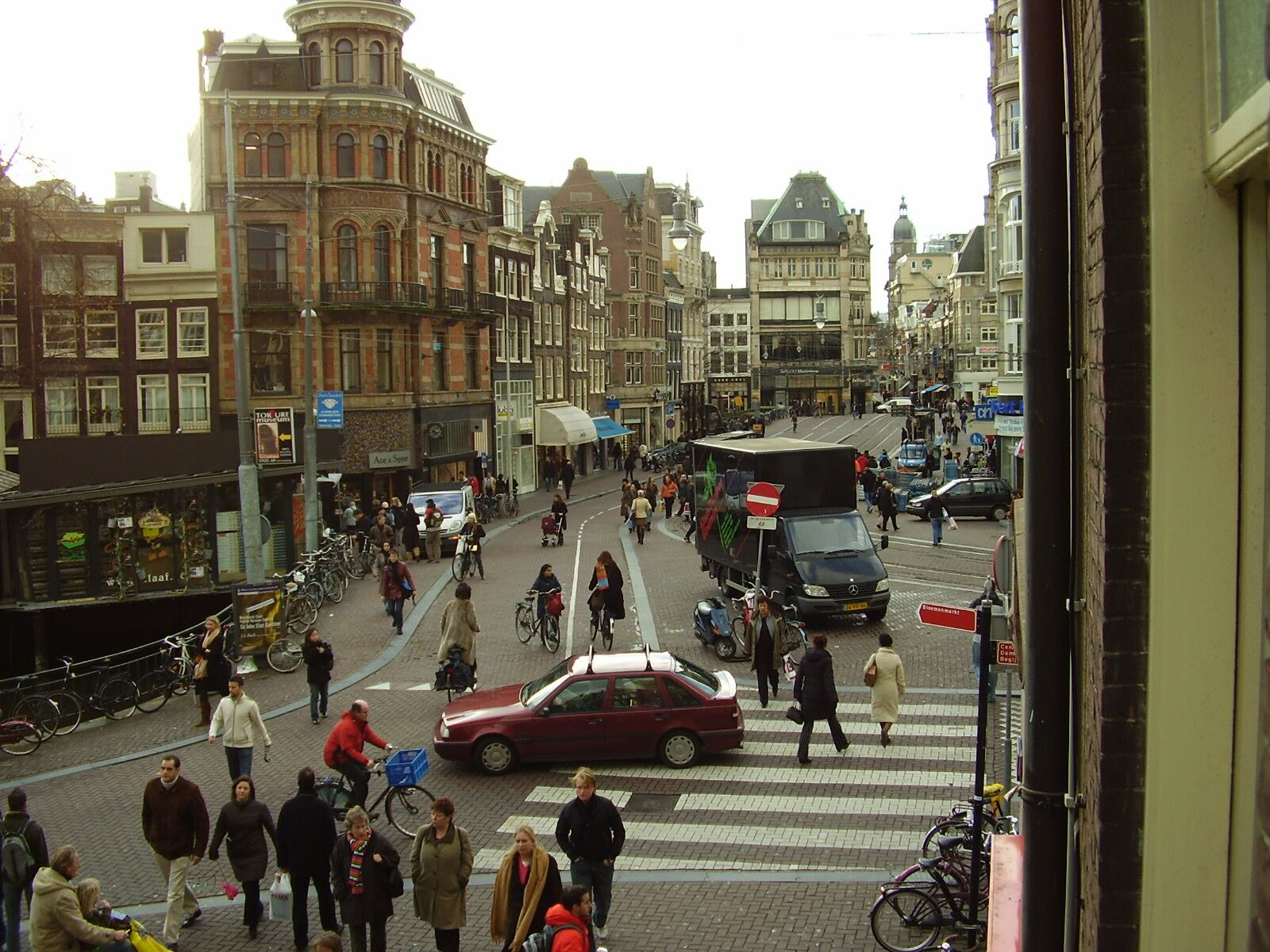
Koningsplein den 6 december 2005

Koningsplein (Kungstorget) är ett torg i Amsterdam-Centrum. Även i Bryssel och i flera andra städer finns torg som heter Koningsplein. Det är en av Amsterdams mest kända platser.
Torget är omtyckt bland turister och besöks ofta vid Koningsdag. Flera butiker återfinns där, samt en engelskspråkig bokhandel. Spårvägslinjerna 1, 2 och 5 stannar vid torget, som egentligen är mer av en bred gata än en plats. I närheten ligger den berömda Bloemenmarkt (Blommarknaden) och i Herengracht Nr. 586 finns museet Het Grachtenhuis.